# Șovkova Protoka, Lutuhîne
Șovkova Protoka (în ucraineană Шовкова Протока) este un sat în comuna Orihivka din raionul Lutuhîne, regiunea Luhansk, Ucraina.

## Demografie
Componența lingvistică a localității Șovkova Protoka
     Ucraineană (68,14%)
     Rusă (31,86%)
Conform recensământului din 2001, majoritatea populației localității Șovkova Protoka era vorbitoare de ucraineană (68,14%), existând în minoritate și vorbitori de rusă (31,86%).